# One More Shot
One More Shot är en brittisk actionthrillerfilm som hade premiär i Storbritannien den 12 januari 2024 och i Sverige den 15 januari 2024. Filmen är regisserad av James Nunn efter ett  manus skrivet av Nunn och Jamie Russell.

## Handling
Filmen kretsar kring Jake Harris. En flygplatsbelägring urförs av legosoldater som försöker tillfångata den terroristmisstänkte Amin Mansur. Mansur är den enda som vet var bomben som ska sprängas under det årliga talet om tillståndet i nationen är gömd. Harris måste till varje pris skydda mannen som han tidigare grep.

## Rollista (i urval)
- Scott Adkins – Jake Harris
- Michael Jai White – Robert Jackson
- Alexis Knapp – Jennifer Lomax
- Tom Berenger – Mike Marshall
- Waleed Elgadi – Amin Mansur
- Hannah Arterton – Hooper
- Meena Rayann – Niesha Mansur
- Jill Winternitz – Kelly Harris
- Neil Linpow – FBI Agent Long